# ساوجبلاغ (اردبیل)
ساوجبلاغ(شیطان کندی) روستایی است که در استان اردبیل، شهرستان اردبیل، بخش مرکزی، دهستان ارشق شرقی قرار دارد.

## جمعیّت
بر اساس سرشماری سال ۱۳۸۵ جمعیّت این روستا ۲۶۱ نفر با ۵۴ خانوار بوده‌است.